# Slaget vid Banquan
Slaget vid Banquan är enligt historiekrönikan Shiji det första slaget i Kinas historia och stod mellan Huang Di (den gule kejsaren) och Yandi (Eldkejsaren). Slaget vid Banquan tros kunna vara det tredje av en serie slag och anses vara starten för Yanhuangstammens bildande vilka var föregångarna till Huaxia-civilisationen som sedan kom att lägga grunden för den kinesiska kulturen. Vad som egentligen skedde under slaget är till stor del okänt då de skrifter som berättar om perioden blandar in mytologi. Slaget verkar dock ha skett på 2500-talet f.Kr.

## Slaget
Shennongstammen var en folkgrupp som under den yngre stenåldern bedrev jordbruk på Guanzhongslätten men som sedan av okänd anledning migrerade österut och bosatte sig på östra sidan om Taihangbergen. De levde sedan där i flera generationer innan de hamnade i markkonflikt med andra närliggande stammar. Två av dessa var stamunionen Jiuli som kring tiden för slaget vid Banquan leddes av Chi You och Youxiongstammen som leddes av Huang Di. Chi You beslutade sig för att anfalla Shennongstammen som trots starkt motstånd av Shennongledaren Yandi och hans krigare tvingades fly. Chi You var dock inte intresserad av att förfölja dem eller invadera deras land utan han återvände till sina egna trakter. Yandi och hans stammar begav sig under flykten från Chi You in i Youxiongstammens land och dess ledare Huangdi svarade med att samla sina krigare.
Huang Di delade upp sin armé i fem delar döpta efter totemdjur: svartbjörnen, brunbjörnen, Pixiun (ett mytologiskt väsen), leoparden och tigern. Han marscherade sedan för att möta Yandis här vid Banquan där de för tillfället uppehöll sig. Slaget som följde skall sedan ha varit det första storskaliga slaget i Kinas historia och arméerna drabbade samman tre gånger innan Yandi till slut kapitulerade. Han gav sedan Huang Di ledarskap över Shennongstammen och Huang Di slog ihop dem med sin egen stam och bildade den nya stammen Yanhuang. Andra mindre stammar i närheten av Yanhuangs område började då sluta sig till dem för att bli en del av den mäktiga stammen och de inkorporerades i Yanhuangstammen som blev en mäktig stamunion.
Chi Yyou såg hur Yanhuangstammen växte och blev allt mäktigare och då han kände sig hotad beslutade han sig för att anfalla Yanhuangstammen, han besegrades dock i slaget vid Zhuolu. Efter segern var Yanhuangstammen fri att expandera österut och där skulle de komma att skapa Huaxiacivilisationen vilket blev grunden för Kina.

## Plats för slaget
Vart slaget vid Banquan stod är okänt men tre platser anses möjliga.
- Sydöst om Zhuolu i Hebei
- Vid byn Baiquan i Yanqing Distriktet i Peking
- Xiezhous kommun i Yuncheng i Shanxi

Av dessa tre anses den sistnämnda vara den mest sannolika då båda stammarna annars skulle ha vandrat norrut för att möta varandra vilket verkar opraktiskt.
En möjlighet är att alla tre platserna är korrekta. Både Konfucius och Sima Qian verkar mena att slaget bestod av tre delar och det är möjligt att detta var en missuppfattning och att det egentligen rörde sig om tre separata slag mellan Yandi och Huang Di.